# Мальчик-с-пальчик (фильм, 1985)
«Мальчик-с-пальчик» (латыш. Sprīdītis, чеш. Pohádka o Malíčkovi) — художественный фильм режиссёра Гунара Пиесиса, снятый по пьесе детской латышской писательницы Анны Бригадере на Рижской киностудии, при участии чешской киностудии «Баррандов» в 1985 году.

## Сюжет
Маленькому Спридитису трудно живётся у злой мачехи. Видит пастушок, что даже любимые бабушка и Лиените не могут защитить от её гнева, взял на плечо лопату и пошёл по белому свету искать счастье. По пути он встречает Мать Ветров, Мать Лесов и Старичка.
Добрые волшебники помогли ему победить Жадину, Лопоухого и самого Чёрта, но принцесса вздумала его извести. Хорошо, что кольцо помогло добраться до Земли Счастья — до родного дому.

## В ролях
- Роландс Нейландс — пастушок Спридитис (дублирует Надежда Подъяпольская)
- Даце Гасиюна — Лиените (Аня Сидоркина)
- Элвира Балдиня — бабушка (Нина Зорская)
- Эльза Радзиня — придворная дама (Лариса Данилина)
- Антра Лиедскалныня — ведьма (Георгий Милляр)
- Астрида Кайриша — Мать Ветров (Ольга Григорьева)
- Мирдза Мартинсоне — Мать Лесов (Ариадна Шенгелая)
- Дзинтра Клетниеце — мачеха (Тамара Совчи)
- Зденек Ржегорж — король (Владислав Баландин)
- Мирослав Горачек — чёрт (Тимофей Спивак)
- Мирослава Соучкова — принцесса Зелтите (Златовласка) (Светлана Дирина)
- Юрис Стренга — Скряга (Игорь Ясулович)
- Анда Зайце — служанка Скряги (Наталья Варлей)
- Алфредс Видениекс — Старичок (Константин Тыртов)
- Мирослав Моравец — Великан (Николай Граббе)
- Эгонс Майсакс — Глашатай (Владимир Ферапонтов)

## Съёмочная группа
- Автор сценария: Гунар Пиесис
- Режиссёр: Гунар Пиесис
- Оператор: Мартиньш Клейнс
- Композитор: Имантс Калныньш
- Художник: Иварс Майлитис

## Дополнительные факты

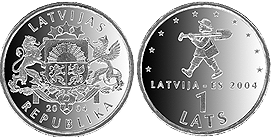
Спридитис на монете в 1 лат.

- Фильм был очень хорошо принят на Международном фестивале детского фильма в Италии, его рассматривали, как одного из трёх претендентов на Гран-при (в итоге была присуждена золотая медаль). Совэкспортфильм в рекламных буклетах заменил имя режиссёра Гунара Пиесиса на Николай Гусаров, испугавшись, что незнакомое имя повредит прокату фильма в Европе.[4]